# Ходжикентская ГЭС
Ходжикентская ГЭС (ГЭС-27) — гидроэлектростанция в Узбекистане, у п. Каранкультугай Бостанлыкского тумана (района) Ташкентского вилоята. Расположена на реке Чирчик, входит в Чирчик-Бозсуйский каскад ГЭС (являясь его второй ступенью), группа Чирчикских ГЭС. Вторая по мощности гидроэлектростанция Узбекистана. Собственник станции — АО «Узбекгидроэнерго».

## Конструкция станции
Ходжикентская ГЭС является плотинной русловой гидроэлектростанцией (здание ГЭС входит в состав напорного фронта). Установленная мощность электростанции — 165 МВт, среднегодовая выработка электроэнергии — 586 млн кВт·ч. Сооружения станции включают в себя две грунтовые плотины максимальной высотой 40 м (правобережную длиной 358 м и левобережную длиной 239 м), совмещённое с водосбросами здание ГЭС, открытое распределительное устройство (ОРУ) напряжением 110 кВ.
В здании ГЭС установлены три вертикальных гидроагрегата мощностью по 55 МВт. Гидроагрегаты оборудованы поворотно-лопастными турбинами ПЛ-40/587-а/500 с диаметром рабочего колеса 5 м, пропускной способностью 183 м³/с, работающими на расчётном напоре 34 м. Гидротурбины приводят в действие гидрогенераторы СВ 808/130-40-У4. Производитель гидротурбин — российской предприятие «Тяжмаш» (г. Сызрань), генераторов — также российский завод «Элсиб» (г. Новосибирск).

## История
Строительство станции было начато в 1971 году, первый гидроагрегат пущен в 1976 году. Запланирована модернизация Ходжикентской ГЭС с увеличением ее мощности до 170 МВт. Общая стоимость проекта оценивается в $50 млн, работы планируется провести в 2027—2030 годах